# Turbine à gaz
 (novembre 2017).
Si vous disposez d'ouvrages ou d'articles de référence ou si vous connaissez des sites web de qualité traitant du thème abordé ici, merci de compléter l'article en donnant les références utiles à sa vérifiabilité et en les liant à la section « Notes et références ».

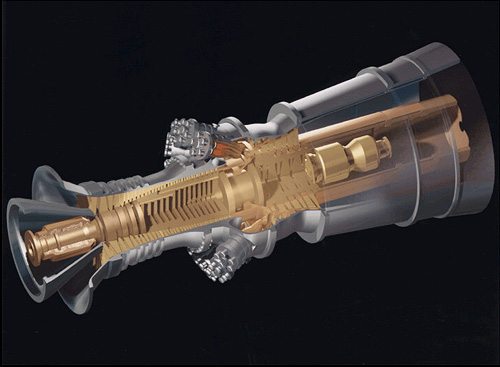
Une turbine à combustion de General Electric (en images de synthèse).

Différents types de turbomoteurs :
-1 turboréacteur
-2 turbopropulseur
-3 turbo-alternateur (génératrice électrique)
-4 turboréacteur double flux à fort taux de dilution
-5 turboréacteur double flux à faible taux de dilution équipé de postcombustion.

Une turbine à gaz, turbine à combustion, turbine à gaz de combustion ou turbomoteur dans le cas des aéronefs est une machine tournante thermodynamique appartenant à la famille des moteurs à combustion interne.
Une telle turbine sert à produire du travail, par l’entraînement en rotation d'un arbre couplé à une machine industrielle, un générateur électrique, ou à une hélice (hélicoptère ou propfan, par exemple), ou directement de la propulsion, par détente des gaz en sortie de turbine dans une tuyère, comme dans un turboréacteur. Les deux principes peuvent être regroupés, notamment dans un turboréacteur à double flux.

## Fonctionnement
Une turbine à combustion est un moteur ditherme qui utilise, comme source froide, l'atmosphère, et comme source chaude, la combustion d'un combustible et d'un comburant. Comme la plupart des moteurs thermiques , qu'ils soient terrestres, marins ou aériens, le comburant est généralement le dioxygène de l'air ambiant, cependant dans certains cas (astronautique notamment), un autre comburant peut être utilisé en complément voire en remplacement de l'air. Le combustible peut être tout produit inflammable (gazeux, liquide, voire solide). La turbine fait subir au gaz des transformations suivant trois phases successives :
1. Compression de l'air, élevant sa pression et sa température[b] ;
2. Combustion d'une quantité idoine de carburant (et de comburant, le cas échéant), afin de monter la température des gaz à la valeur voulue (la plus élevée possible, dans les limites permises par les composants du moteur, pour le meilleur rendement). La quantité d'air qui traverse la machine est généralement assez grande pour obtenir une combustion complète. Le flux étant continu, cette combustion est à pression constante[1].
3. Détente des gaz dans la turbine.

L'énergie mécanique récupérée sur l'arbre de la turbine sert en partie à entraîner le compresseur. L'autre partie est l'énergie mécanique utile,. L'énergie des gaz chauds en sortie de turbine est souvent utilisée pour fournir de la poussée à un engin à réaction et le propulser (en général un aéronef, exceptionnellement un véhicule au sol).
Dans une centrale électrique la turbine entraîne principalement un générateur.

## Terminologie
La dénomination française « turbine à gaz » peut prêter à confusion : il est possible de croire que cela fait référence à la nature du combustible, qui est effectivement dans certains cas un combustible gazeux (gaz naturel, butane, propane, gaz de cokerie, etc.). En fait le « gaz » en question est le fluide de travail, résultat de la combustion du mélange carburant-comburant, par opposition aux turbines à vapeur, dans lesquelles le fluide moteur est de la vapeur d'eau qui se condense en liquide. Les appellations turbine à combustion (abrégée TAC) et turbine à gaz de combustion permettent d'éviter cette ambiguïté.
Ce type de machine peut utiliser tout type de combustible, gazeux comme on l'a vu, mais également liquide, depuis les plus volatils (naphta, alcool, en passant par le kérosène ou le fioul domestique), jusqu'aux combustibles plus visqueux (fiouls lourds ou résiduels et même pétrole brut), ou même solide pulvérisé. 
Le turboréacteur est constitué d'une turbine à combustion particulière qui utilise le principe de la réaction pour propulser des aéronefs (et plus rarement des engins terrestres ou marins). Dans un turboréacteur simple, la turbine entraîne seulement le compresseur, et c'est la grande vitesse des gaz issus de la tuyère qui produit la poussée, mais au prix d'une perte sensible et évitable due à une vitesse trop élevée des gaz de sortie. Le rendement est amélioré en laissant le moins d'énergie possible aux gaz de sortie et en conférant cette énergie à une masse la plus grande possible d'air par une hélice ou une soufflante (turbopropulseur, turboréacteur à double flux),.

## Principe de fonctionnement

Schéma de fonctionnement d'une turbine à combustion d'un hélicoptère ou d'un turbopropulseur.

La turbine à combustion est un moteur thermique  réalisant les différentes phases de son cycle thermodynamique dans une succession d’organes traversés par un fluide moteur gazeux en écoulement continu. C’est une différence fondamentale par rapport aux moteurs à pistons, qui réalisent une succession temporelle des phases dans un même organe (généralement un cylindre).
Dans sa forme la plus simple, la turbine à combustion fonctionne selon le cycle dit de Joule (ou de Brayton) comprenant successivement et schématiquement :
- une compression adiabatique, qui consomme de l’énergie mécanique ;
- un chauffage isobare, comme pour un moteur Diesel ;
- une détente adiabatique jusqu'à la pression ambiante, qui produit de l’énergie mécanique ;
- un refroidissement isobare.

Le rendement est le rapport du travail utile (travail de détente moins travail de compression) à la chaleur fournie par la source chaude. Le rendement théorique croit avec le taux de compression et la température de combustion. Il est supérieur à celui du cycle Diesel car sa détente n’est pas écourtée, et si la veine d'échappement est bien conçue, elle permet de récupérer une partie non négligeable de l'énergie cinétique des gaz chauds sortant des aubages de turbine.
La turbine à gaz est le plus souvent à cycle ouvert et à combustion interne. Dans ce cas, la phase de refroidissement est extérieure à la machine et se fait par mélange à l’atmosphère. La turbine à combustion peut également être à cycle fermé et à combustion externe. Le chauffage et le refroidissement sont alors assurés par des échangeurs de chaleur. Cette disposition plus complexe permet l’utilisation de gaz particuliers ou de travailler avec une pression basse différente de l’ambiante.
Le cycle de base décrit plus haut peut être amélioré par différents organes complémentaires :
- récupération de chaleur à l’échappement : les gaz très chauds détendus en sortie de turbine traversent un échangeur de chaleur pour préchauffer l’air comprimé avant son admission dans la chambre de combustion ; ils peuvent également servir de source chaude pour un autre moteur, selon le principe du cycle combiné et de certains systèmes de récupération de chaleur à l'échappement ;
- compression refroidie : la compression comprend deux étages (ou plus) séparés par un échangeur (air/air ou air/eau) refroidissant l’air (« Intercooler »). La puissance nécessaire à la compression s’en trouve réduite au bénéfice du rendement ;
- combustion étagée : la détente comprend deux étages (ou plus) séparés par un ou des réchauffages additionnels. La puissance fournie est accrue d’où amélioration du rendement.

Les deux dernières dispositions visent à tendre vers des transformations isothermes plutôt qu'adiabatiques et se justifient surtout sur les machines à taux de compression élevé. Les trois dispositifs peuvent être présents indépendamment ou simultanément. Dans ce cas, on retrouve le cycle d'Ericsson qui, comme le cycle de Stirling, présente un rendement théorique égal au rendement maximal du cycle de Carnot. Cette supériorité théorique par rapport aux cycles Otto et Diesel est cependant contrebalancée par l’impossibilité pratique de réaliser les transformations isothermes. Dans tous les cas, ces dispositifs ajoutent de l’encombrement et du poids et se trouvent plus couramment sur des installations stationnaires, éventuellement sur des navires (ex. : turbine WR21 (en)).

### Principes
Se reporter à l'image ci-contre.

Coupe longitudinale d'une turbine à combustion : principaux organes (voir description).

1. Le compresseur (« C »), constitué d'un ensemble d'ailettes fixes (stator) et mobiles (rotor ), comprime l'air extérieur (« E »), simplement filtré, jusqu'à 10 à 15 bars, voire 30 bars pour certains modèles. D'autres types de machines utilisent un compresseur centrifuge et non axial.
2. Du combustible (« G ») (gazeux ou liquide pulvérisé), est injecté dans la (les) chambre(s) de combustion (« Ch ») où il se mélange à l'air comprimé pour entretenir une combustion continue.
3. Les gaz chauds se détendent en traversant la turbine (« T »), où l'énergie thermique et cinétique des gaz chauds est transformée en énergie mécanique. La turbine est constituée d'une ou plusieurs roues également munies d'ailettes précédées d'aubages fixes (directrices). Les gaz de combustion s'échappent par la cheminée (Ec) à travers un diffuseur.
4. Le mouvement de rotation de la turbine est communiqué à l'arbre (« A »), qui actionne d'une part le compresseur, d'autre part une charge qui n'est autre qu'un appareil (machine) récepteur(ice) (pompe, alternateur, compresseur, hélice, …) accouplé à son extrémité.

Pour la mise en route, on utilise un moteur de lancement (« M ») qui joue le rôle de démarreur ; dans certaines configurations, c'est l'alternateur du groupe lui-même qui est utilisé en moteur pendant la phase de lancement.
Le réglage de la puissance est possible en agissant sur le débit de l'air en entrée et sur l'injection du carburant. Le réglage de la vitesse de rotation n'est possible que si l'organe entraîné le permet. En effet, dans le cas d'un alternateur connecté à un réseau  électrique à fréquence fixe (par exemple 50 ou 60 Hz), cette fréquence impose une vitesse également fixe : le débit de carburant est alors ajusté par le système de régulation pour produire l’énergie réclamée par le réseau électrique.
Dans certaines machines, en particulier heavy duty modernes, la charge est entraînée par l'arbre côté compresseur, ce qui permet de placer un diffuseur très efficace en ligne à la sortie des gaz chauds avant de les envoyer à la cheminée ou à la chaudière de récupération. Cela permet également de diminuer fortement les problèmes d'alignement relatif de la turbine et de la charge entre l'état froid et l'état chaud du groupe.
Pour fonctionner, l'ensemble compresseur-turbine décrit ci-dessus a besoin de composants auxiliaires, tels que les systèmes de lancement et l'antigivrage, les pompes à huile de lubrification, les pompes à huile haute pression de régulation, les pompes de soulèvement des paliers et les pompes de virage, le réducteur des auxiliaires, le compresseur d'air d'atomisation, les pompes d'eau de refroidissement, les réfrigérants d'huile et d'air d'atomisation, les pompes à combustible liquide, les vannes de régulation de combustible (liquide et/ou gazeux), les aéroréfrigérants... Selon les types de machines, certains de ces composants sont entraînés soit mécaniquement par le réducteur des auxiliaires, soit par moteurs électriques.

### Rendement
Le rendement est plafonné par le rendement de Carnot :{\displaystyle \eta \leq \ 1-{\frac {T_{f}}{T_{c}}}} Où {\displaystyle T_{f}} et {\displaystyle T_{c}}sont la température respectivement de la source froide et de la source chaude, et de l'ordre de 300K et 1500K en pratique. Les rendements réels restent toutefois assez loin de cette limite, qui supposerait des processus réversibles, lents. Comme dans un moteur à pistons, une partie de l'énergie fournie par le combustible est perdue dans les inefficacités internes (produisant chaleur qu'il faut évacuer, et usure nocive) et une autre perdue sous forme de chaleur dans les gaz d'échappement. Pour un engin à réaction, cette chaleur n'est pas totalement perdue (elle contribue à vitesse des gaz et donc à la poussée, de sorte que dans certains cas on la fait même augmenter par usage de la postcombustion), ce qui permet aux turboréacteurs des rendements dépassant 55%
Il est possible d'améliorer légèrement le rendement en augmentant la température dans la chambre de combustion (plus de 1 200 °C), mais on se heurte alors au problème de tenue des matériaux utilisés pour la réalisation de la turbine. 
Pour les turbomoteurs au sol auxquels la poussée ne sert à rien, c'est en récupérant la chaleur des gaz d'échappement que le rendement global de la machine peut dépasser 50 %. On utilise pour cela la chaleur des gaz d'échappement (à plus de 500 °C) pour produire de la vapeur dans une chaudière ou pour le chauffage. La vapeur produite est ensuite utilisée de deux manières :
- dans une centrale à cycle combiné, où une turbine à vapeur complète la turbine à combustion pour actionner un alternateur. Le rendement global atteint alors 55 %, voire plus de 60 %[7]) ;
- par cogénération, où la vapeur produite est utilisée dans un autre domaine (par exemple en papeterie).

Une autre possibilité d'augmenter le rendement de la turbine est de réchauffer les gaz en sortie des étages de compression (avant les chambres de combustion) en les faisant passer dans un échangeur situé dans le flux des gaz d'échappement. On arrive ainsi à se rapprocher des rendements d'un moteur Diesel semi-rapide[réf. nécessaire]. C'est par exemple le principe de fonctionnement de la turbine WR21 (en) de Rolls-Royce.

### Pollution
Des efforts importants ont été entrepris par les constructeurs pour limiter la pollution de l'air par les turbines à gaz, en particulier en réduisant les rejets d'oxyde d'azote (NOx), produit si la température de combustion dépasse 1 300 °C. Cette température peut être contrôlée par injection d'eau ou de vapeur d'eau dans le système de combustion.
L'utilisation de gaz naturel (contenant généralement peu de soufre) ou de combustible liquide sans soufre permet une émission plus faible de dioxyde de soufre (SO2) ; des chambres de combustion particulières munies d'injecteurs spécifiques permettent une émission faible de monoxyde de carbone (CO)[réf. souhaitée]. Les modèles peu polluants sont surtout installés par les pays développés, tandis que les turbines à gaz de conception moins sophistiquée et de prix (d'installation et de maintenance) moins élevé sont préférées par les pays en développement.

## Réalisation pratique
En plus de toutes les difficultés classiques, notamment de lubification, la principale difficulté pratique est la gestion de la température. On la souhaite la plus élevée possible (pour obtenir le meilleur rendement thermodynamique et la plus forte puissance) mais sous la double contrainte que d'abord les composants du moteur y résistent, ensuite que la teneur en oxydes d'azote (NOx, apparaissant à haute température) reste limitée à l'échappement. Dans un moteur à piston le problème de la tenue des matériaux est plus simple car l'exposition aux fortes température est limité au seul moment de la combustion pendant le temps moteur (un temps sur quatre dans un cycle à quatre temps, un temps sur deux dans un cycle à deux temps), ce qui donne une température moyenne assez faible. Alors que le fonctionnement d'une turbine à gaz est continue et dans les zones exposées la température est constamment forte. Ces zones subiront en outre l'action de forces importantes, forces de pression qui fourniront la puissance de la machine (et qu'on souhaite donc les plus élevées possible), et forces centrifuges de la rotation rapide. Une valeur de température acceptable pour les matériaux est 1 300 °C en nominal avec 2 000 °C en courte pointe[réf. souhaitée].
Une première réponse est métallurgique, par la mise en œuvre de matériaux résistants à ces forces et hautes température : aciers fortement alliés (Cr-Ni-Va),  matériaux céramiques et monocristaux depuis les années 2010.
La seconde réponse est de refroidir la machine. Chaque cas est particulier et toutes les machines mettent en œuvre chacune à leur façon le même principe général de refroidissement par de l'air prélevé au niveau de compresseur, centrifuge ou axial. Le travail de compression peut être réduit par pulvérisation d’eau à l’admission, sur le même principe que l'intercooler : l'évaporation de l'eau limite la hausse de la température.[réf. souhaitée]. Un compresseur axial est étagé et on distigue, en tête la partie  basse pression (BP) et plus loin la partie haute pression (HP). 
L’air comprimé est réparti en trois flux :
- un flux destiné au refroidissement des différents étages de la turbine (stator et rotor), prélevé au niveau BP ;
- un flux, prélevé au niveau HP, refroidissant la paroi de la chambre de combustion puis mélangé aux produits de combustion du brûleur ;
- en sortie HP le flux principal d'alimentation vers le brûleur où est injecté le carburant gazeux ou liquide (stœchiométrique ou en excès d'air).

Dans le cas des turboréacteurs, une partie de l'air (qui peut être très importante dans le cas des double flux) en sortie BP est directement dirigée vers la sortie sans passer dans le reste de la machine. Celle-ci baigne dans ce flux qui contribue également à son refroidissement.
Certaines machines utilisent une injection de vapeur dans les produits de combustion avant ou à l'entrée de la turbine, dans le but d'augmenter le débit et donc la puissance de celle-ci. La vapeur est produite par une chaudière de récupération chauffée par l’échappement. Il s’agit en fait d’un cycle combiné simplifié. L'injection de vapeur permet également de limiter la température et donc la teneur en oxydes d'azote (NOx) à l'échappement.

### Simple ou double arbre
La turbine généralement de type axial comprend un ou plusieurs étages de détente. Contrairement aux turbines à vapeur, il s’agit toujours de turbines à réaction. Deux grands types de turbines à gaz sont à distinguer :
- simple arbre : le compresseur et l’ensemble des étages de détente sont regroupés sur le même arbre entraînant également l’organe récepteur ;
- double arbre : le compresseur est sur le même arbre que les étages de turbine strictement nécessaires à son entraînement, les autres étages de turbine étant groupés sur un second arbre solidaire de la machine entraînée.

Les turbines à simple arbre sont adaptées à la production électrique, qui se fait à vitesse constante. La seconde disposition, plus complexe, permet un meilleur fonctionnement à charge partielle et variable, ce qui est le cas des moteurs destinés à la propulsion ou à l'entraînement de pompes ou de compresseurs (oléoducs ou gazoducs).

## Limites techniques et avantages
Bien que théoriquement supérieure au moteur Diesel, la turbine à combustion présente de sévères limitations dues aux contraintes techniques de sa réalisation. Ces principales limites sont les suivantes :
- taux de compression (et donc rendement) limité par le nombre d’étages de compression nécessaires, mais les machines « heavy duty » récentes dépassent maintenant un taux de compression de 19 ;
- baisse importante de rendement des compresseurs centrifuges à une vitesse de rotation plus faible que la vitesse nominale ;
- baisse progressive de la puissance disponible lorsque la température de l'air extérieur augmente. On estime que la puissance diminue de 1 % pour chaque degré d'élévation ; ceci est dû à la diminution du débit massique de l'air ambiant quand sa température augmente ;
- température de combustion (et donc rendement) limitée par la résistance mécanique des aubages fixes et mobiles de la turbine ;
- chute importante du rendement à charge partielle en particulier pour les machines à simple arbre ;
- coût d’usinage des aubages, notamment ceux de la turbine ;
- encombrement important des filtres d'aspiration d'air. Cet inconvénient est particulièrement pénalisant à bord des navires ;
- la plupart des turbines à gaz ne peuvent pas brûler de fioul lourd, contrairement au moteur Diesel ; elles utilisent alors du gaz naturel, du biogaz ou du gazole, voire du kérosène. Toutefois, les turbines à gaz heavy duty peuvent brûler du fioul lourd, voire du pétrole brut ; ceci peut nécessiter le réchauffage du combustible afin d'en diminuer la viscosité avant sa pulvérisation dans les injecteurs ; certains fiouls lourds nécessitent également l'injection d'inhibiteur pour protéger les aubes de la corrosion à chaud due au vanadium souvent contenu dans le pétrole brut[8].

Les avantages inhérents à ce type de machine sont les suivants :
- puissance massique et puissance volumique très élevées ;
- possibilité de démarrage, prise et variation de charge 0 à 100 % très rapidement ; à titre d'exemple, la centrale thermique de Gennevilliers (France), de 200 MW et construite en 1992 dans la région parisienne[9], peut arriver à vitesse nominale (3 000 tr/min) six minutes après l'ordre de démarrage depuis l'arrêt complet, fournir les premiers 100 MW en quelques secondes, et les 100 MW restants en six minutes[réf. nécessaire] ;
- simplicité apparente de construction (un rotor dans un carter et un brûleur) et équilibrage (peu de vibrations) ;
- pollution limitée en HC, CO et NOx du fait du contrôle de l'excès d’air et de la température limitée ;
- aptitude à la récupération de chaleur (cogénération) ;
- coûts de maintenance inférieurs aux moteurs pistons ;
- longévité en marche stationnaire ;
- aptitude potentielle à utiliser des combustibles liquides ou gazeux variés et de moindre qualité (ex. : gaz pauvre) ;
- meilleure aptitude aux arrêts et démarrages fréquents que les turbines à vapeur ;
- peu de génie civil nécessaire pour sa mise en œuvre et facilité de transport en colis standardisés pour les machines de puissance unitaire inférieure à 100 MW ;
- facilité de standardiser les composants « nobles » (aubages fixes et mobiles), ce qui permet de construire les machines en avance sans connaître les conditions finales d'utilisation sur site ;
- possibilité d'entraîner des machines (pompes ou compresseurs) à vitesse variable sans grande perte de rendement pour les turbines à deux arbres, ce qui permet l'utilisation dans les lignes d'oléoducs ou de gazoducs.

## Applications
Les turbines à combustion contribuent dans une large mesure aux motorisations actuelles. Leur avantage de légèreté en impose l’usage dans l’aéronautique, tandis que dans le domaine des fortes puissances (production d’électricité) elles se démarquent par leur adaptation à des cycles combinés ou de cogénération très performants, ainsi qu'à des variations rapides de puissance nécessaires dans les réseaux utilisant des sources d'énergie intermittentes.

### Propulsion
Les moteurs à pistons ont eu longtemps leur puissance limitée à environ 10 MW pour des raisons de masse et d’encombrement. Le moteur Wärtsilä-Sulzer 14RT-flex96C atteint 84,42 MW en 2008 mais avec des dimensions telles qu'il ne peut être utilisé qu'en fixe ou sur de très gros navires (pétrolier, porte conteneurs, etc.). En revanche, étant donné sa vitesse de rotation très lente, elle peut être modulée assez facilement.

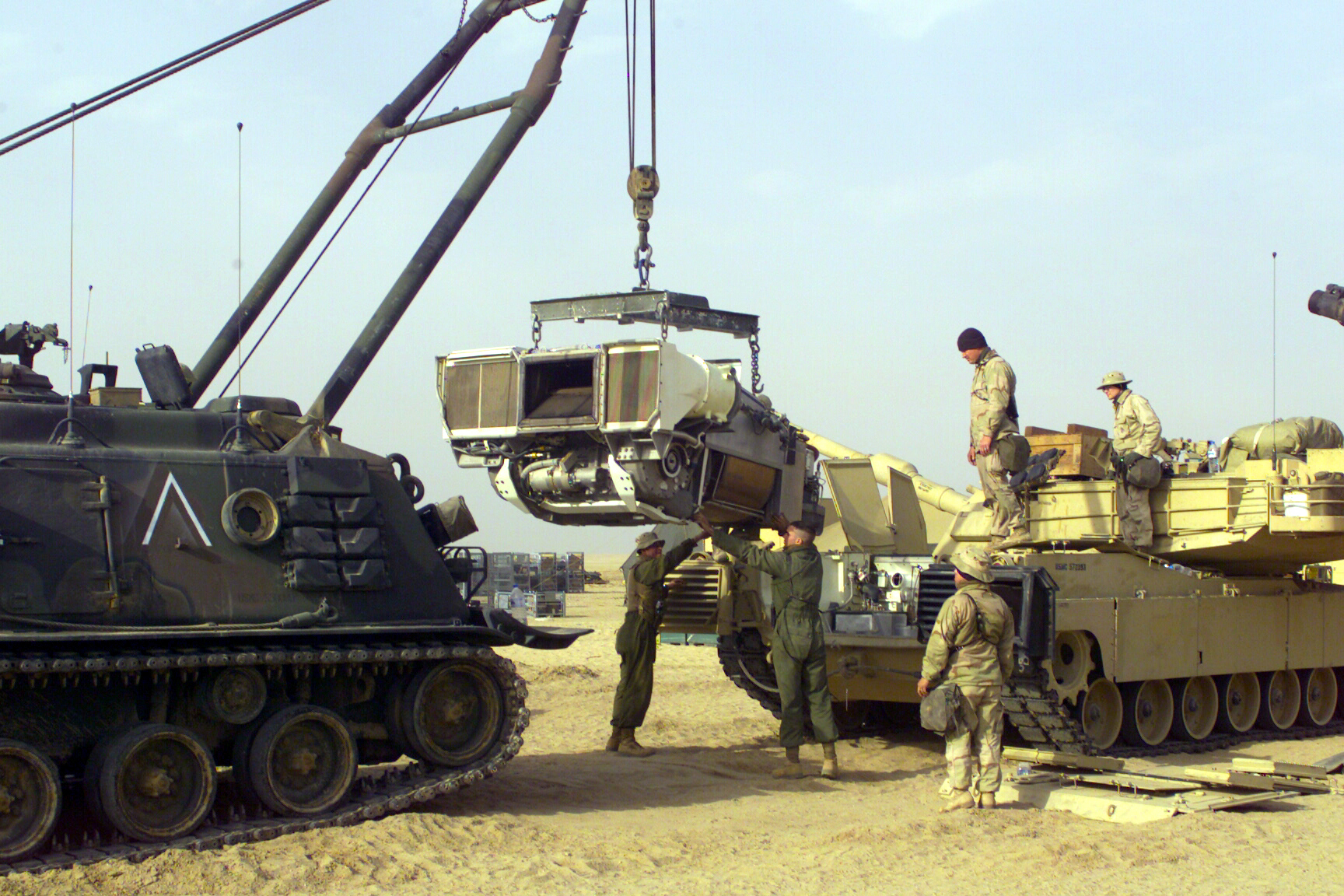
Dépose du groupe motopropulseur d'un char M1 Abrams.

Les applications des turbines à gaz découlent directement de leurs avantages spécifiques. Ainsi, la puissance massique élevée se prête bien à la propulsion aéronautique, en particulier sur les avions (turboréacteurs et turbopropulseurs) et les hélicoptères. La propulsion navale fait également appel aux turbines à gaz, notamment pour les navires à grande vitesse (ferry rapide, frégates, porte-aéronefs). Il existe enfin des exemples d’applications à la propulsion ferroviaire comme les « turbotrains » de la SNCF (Élément à turbine à gaz et la Rame à turbine à gaz, utilisés entre 1972 et 2004 en France) et à des véhicules militaires comme des chars d’assaut (turbomoteurs des T-80 soviétiques ou des M1 Abrams américains).
Par contre, la turbine à combustion est mal adaptée aux véhicules routiers. En effet, les variations de charge et de régime sont trop importantes et trop rapides pour être réalisables avec un rendement correct. De plus, le rendement atteint difficilement 30 % pour des moteurs compacts et de faible puissance alors que les Diesel actuels dépassent 40 %. Par contre, elles pourraient trouver un regain d’intérêt pour les chaînes de propulsion hybrides en particulier sur les poids lourds, où l’installation des échangeurs (notamment récupérateur sur échappement) est moins problématique[réf. nécessaire].

### Production d'électricité
L’autre grand domaine d’emploi des turbines à gaz est la production d'électricité au moyen d'un alternateur. En effet, il s’agit d’applications à vitesse de rotation constante et à charge soit relativement constante, dans le cas des machines à rendement élevé et utilisées en « base », soit au contraire à charge très variable, pour les machines utilisées en secours de réseaux et pour lesquelles la sécurité du réseau est plus importante que le rendement. La puissance varie de quelques centaines de kilowatts à plus de 300 MW, atteignant 570 MW en 2022. Les machines les plus puissantes sont en général associées à des turbines à vapeur dans des cycles combinés, permettant au rendement global de la centrale de dépasser 60 % et lui donnant une aptitude à compenser les variations rapides de puissance instantanée des sources d'énergie intermittentes telles que les machines éoliennes (par exemple en cas de variation brutale du vent) ou les parcs photovoltaïques (par exemple en cas de passage de nuages). En cycle simple, le rendement est de l’ordre de 30 à 35 % et peut atteindre 44 % pour les grosses machines. Dans les faibles puissances, le rendement est même inférieur à 30 %, mais on met alors à profit l’aptitude des turbines à combustion pour la récupération de chaleur dans des applications de cogénération (production simultanée d’électricité et de chaleur) ou de cycle combiné (production de vapeur qui entraîne une turbine à vapeur faisant elle aussi tourner un alternateur)[réf. nécessaire]. Cependant ces avantages sont à contrebalancer par le coût élevé des combustibles utilisés (gaz naturel ou gazole), par comparaison au charbon utilisé dans les centrales à charbon.
Les infrastructures et le génie civil nécessaires pour une centrale électrique équipée de turbines à gaz sont réduits, ce qui permet d'installer en quelques mois une centrale tout près du lieu d'utilisation de l'électricité (ville, usine) ou de la source de combustible (port, forage, raffinerie…). Turbine et alternateur sont acheminés sous forme de modules compacts et complets qu'il suffit d'assembler et de raccorder aux réseaux dans des climats où la température extérieure peut aller de −40 à +50 °C.
L'installation d'un groupe électrogène à turbine à combustion peut s'accompagner d'une installation en cogénération, afin de récupérer les quantités importantes d'énergie (environ 50 à 65 % de l'énergie consommée) contenues dans les gaz d'échappement. La principale application de ce type consiste à injecter ces gaz, éventuellement après passage dans un tunnel de post-combustion, dans une chaudière de récupération, avec production d'eau chaude ou de vapeur.

### Moteur stationnaire
Les industries pétrolière et gazière utilisent des turbines à gaz pour entraîner des pompes pour les pipelines et des compresseurs pour les gazoducs.

### Turbocompresseur (pour moteur à explosion)
Le terme « turbocompresseur » (appelé couramment « turbo » dans le domaine automobile) a deux significations :
- une turbine à combustion indépendante du moteur à pistons entraînant un compresseur d'air à aubes (centrifuge en général) ;
- une turbine actionnée par les gaz d'échappement qui entraîne sur son axe un compresseur d'air d'admission d'un moteur à combustion interne comme un moteur à pistons.

Le « turbo » désigne donc l'ensemble d'une TURBINE actionnée par les gaz d’échappement d’un moteur à pistons et dont le travail sert à entraîner sur son axe un compresseur « centrifuge » qui comprime l’air d'admission du moteur. Ce dispositif représente une amélioration importante du moteur classique notamment sur les points suivants :
- augmentation de la puissance massique et du rendement, par une puissance supérieure à volume de cylindrée égale et à consommation égale. Afin de maximiser cet effet, il est nécessaire de refroidir l’air comprimé par un échangeur de type air/air ou air/eau (un intercooler en anglais) pour rendre à l'air d'admission sa densité (ou volume massique) et donc son efficacité en tant que comburant gazeux additionné d'un brouillard de gazole injecté ;
- suppression de l’inconvénient de la détente écourtée des cycles Otto et Diesel d’où amélioration de rendement. L’amélioration du rendement est plus limitée sur les moteurs à essence car les risques d’auto-inflammation prématurée (et non plus commandée par le boîtier électronique de gestion de l'allumage des bougies et d'injection du carburant) du mélange comprimé carburant/comburant (cliquetis) imposent de réduire sensiblement le taux de compression du moteur proprement dit pour éviter une surchauffe des pistons, d’où une perte de rendement.

Le moteur turbocompressé combine donc un moteur à pistons et une mini turbine à combustion (ici les gaz inertes d'échappement remplacent la vapeur sous pression pour entraîner la turbine) qui entraîne elle-même sur son axe un mini compresseur d'air centrifuge pour alimenter le moteur. Donc ceci induit un apport supplémentaire de gaz (air) d'admission sans utiliser une quelconque énergie au moteur lui-même. L'énergie utile pour faire fonctionner ce couple turbine-compresseur ou turbocompresseur est prélevée à la sortie des gaz d'échappement (perdus sur un moteur sans turbocompresseur). D'où la réduction du bruit à la sortie du tube d'échappement car l'énergie, la pression de ces gaz (perdus) a été absorbée et utilisée par le turbocompresseur.
L'adoption d'une turbine à combustion indépendante comme compresseur d'air d'admission apporte encore un surplus de puissance mais consomme beaucoup de carburant et réduit le rendement de l'ensemble.
Sur le char Leclerc français, une turbine d'hélicoptère tourne en parallèle du moteur pour envoyer de l'air d'admission comprimé en grande quantité dans les pistons. Elle est autonome, et non plus entraînée par la force (perdue) des gaz d'échappement, bien que ceux-ci soient réinjectés dans la turbine pour améliorer le processus et donc le rendement global. La turbine tire son énergie de fonctionnement du même carburant que le moteur à pistons du char, le gazole (en aéronautique, le kérosène utilisé comme carburant dans les turboréacteurs et les turbines à gaz — turbopropulseurs à hélices et hélicoptères — ressemble à du gazole, si ce n'est une différence de raffinage qui lui apporte, entre autres, une meilleure résistance aux températures extrêmement basses rencontrées en haute altitude, le carburant ne devant pas se figer dans les réservoirs pendant le vol). Le carburant commun alimente donc la turbine à combustion (par injection de brouillard de gazole préchauffé) et le moteur à pistons qui double ainsi sa puissance effective.
Le problème majeur du turbocompresseur est le même que pour les autres turbines à gaz, à savoir la gestion de la marche à faible charge ou en régime transitoire. Il est en grande partie résolu grâce aux turbocompresseurs dits « à géométrie variable » munis d’aubages fixes sur les roues mais à géométrie variable dans les couloirs d'écoulement. Ce qui apporte la possibilité de faire varier le flux de sortie en fonction du flux variable généré par la vitesse de rotation variable de la roue du compresseur (qui est faible à bas régime moteur). En d'autres termes, c'est comme si vous pinciez le bout d'un tuyau d'eau : le jet d'eau serait plus fort et plus vif alors que le flux d'eau dans le tuyau resterait le même (faible).